# Мишулин, Александр Васильевич
Алекса́ндр Васи́льевич Мишу́лин (31 августа 1901, Мелекесс, ныне Димитровград — 19 сентября 1948, Москва) — советский историк-антиковед. Доктор исторических наук (1943, канд. с 1935).
Профессор МГУ с 1934 г., с 1935 г. заведовал кафедрой истории Древнего мира в Московском пединституте. Главный редактор журнала «Вестник древней истории» (1937–1948). С 1938 г. заведующий сектором древней истории Института истории АН СССР (по 1940 и в 1943-48). В 1943–1945 гг. заместитель директора Института истории материальной культуры АН. В 1946–1948 гг. ректор Академии общественных наук при ЦК КПСС.
Дядя популярного актёра театра Сатиры Спартака Васильевича Мишулина (1926—2005). Согласно семейной легенде, именно Александр Васильевич повлиял на решение выбора имени для племянника.

## Биография
В 1919 году завершил обучение в Мелекесской гимназии и тогда же поступил на историко-филологический факультет Самарского университета. В 1921 году перевёлся в Московский университет, окончил его в 1922 году по смешанной программе, а затем к концу 1923 года прошел полный курс общественно-педагогического отделения. После окончания университета поступил в Научно-исследовательский институт истории (РАНИОН) для продолжения научной работы, но по партийной мобилизации выехал в Иваново, где работал до 1927 года.
Член ВКП(б) с 1927 года. В том же году вновь поступил в аспирантуру Института истории РАНИОН в секцию древней истории (имея большой опыт общественной работы, по рекомендации В. П. Волгина), занимался в это время тематикой «Государства» Платона. Преподавал историю техники в Московском институте инженеров транспорта. Окончил аспирантуру Комакадемии — куда перевели аспирантов из РАНИОН, 1 октября 1930 года.
С 1930 года стал работать в ГАИМК им. Н. Я. Марра. С 1934 года профессор истфака Московского государственного университета. Кандидат исторических наук (1935; без защиты дисс. - за «Спартаковское восстание»).
В 1938—1948 годах завсектором древней истории Института истории АН СССР и главный редактор журнала «Вестник древней истории» (и. о. с дек. 1937).
В 1943 году защитил докторскую диссертацию «Античная Испания и её вступление в борьбу за независимость (до установления римской провинциальной системы в 197 г. до н. э.)» (оппонировали востоковед В. В. Струве, А. Б. Ранович, Н. А. Машкин, А. В. Арциховский) (изд. 1952). На протяжении 1943—1945 годов занимал должность заместителя директора Института истории материальной культуры АН СССР. С 1946 по 1948 годы являлся ректором АОН при ЦК ВКП(б). Его учебник по истории Древнего Рима подвергался критике со стороны ряда учёных, в частности, Н. Н. Пикуса.
Летом 1948 года тяжело заболел и был госпитализирован в одну из больниц Москвы. Спустя два месяца, 19 сентября 1948 года, скончался от рака лёгких.
Основными научными интересами были история и источниковедение античной Испании, восстание Спартака и его личность, древнеримское общество; уделял внимание учёный и истории ранних славян. Читал лекции в Московском государственном университете, Педагогическом институте им. К. Либкнехта и Высшей партийной школе при ЦК ВКП(б). Современный историк-антиковед С. Г. Карпюк указывает на «не слишком высокую значимость его научных трудов, которые уже в 1950–60-е гг. были подвергнуты справедливой критике».
Награды: орден Трудового Красного Знамени (10.06.1945), медаль «За доблестный труд в Великой Отечественной войне 1941—1945 гг.», медаль «В память 800-летия Москвы».

## Научные работы

### Книги и учебный материал
- Мишулин А. В. Античная Испания до установления Римской провинциальной системы в 197 г. до н. э. — М.: Изд-во АН СССР, 1952. — 363 с.
- Мишулин А. В. Античная история Греции и Рима. — М.: Высшая партийная школа при ЦК КПСС, 1944. — 310 с.
- Мишулин А. В. История Древнего Рима. Курс всеобщей истории. Древняя история. — М.: Высшая партийная школа при ЦК, 1946. — 197 с.
- Мишулин А. В. История Древней Греции. Курс всеобщей истории. Древняя история. — М.: Высшая партийная школа при ЦК, 1946. — 156 с.
- Мишулин А. В. Кризис Римской республики и установление рабовладельческой диктатуры. — М., 1940.
- Мишулин А. В. Революции рабов и падение Римской республики. — М.: Правда, 1936. — 112 с.
- Мишулин А. В. Спартак: Научно-популярный очерк / Под ред. С. Л. Утченко. — М.: Учпедгиз, 1947. — 138 с. (2-е изд. — 1950. — 148 с.)
- Мишулин А. В. Спартаковское восстание: Революция рабов в Риме в I в. до н. э. — М.: Соцэкгиз, 1936. — 291 с.

### Статьи
- Мишулин А. В. Античная Индия // Борьба классов. — 1934. — № 9. — С. 58—65.
- Мишулин А. В. Боги и люди древнего Египта // Борьба классов. — 1934. — № 10. — С. 62—70.
- Мишулин А. В. Витрувий и источники X книги его трактата // Вестник древней истории. — 1947. — № 1. — С. 60—77.
- Мишулин А. В. Восстание Спартака в Древнем Риме // Известия Государственной академии истории материальной культуры. — М.-Л., 1934. — № 76. — С. 132—162.
- Мишулин А. В. Греческие полиоркетики об искусстве осады городов // Вестник древней истории. — 1940. — № 3—4. — С. 385—393.
- Мишулин А. В. Древние славяне в отрывках греко-римских и византийских писателей по VII в. н. э. // Вестник древней истории. — 1941. — № 1. — С. 230—280.
- Мишулин А. В. Древние славяне и крушение Восточно-римской империи // Исторический журнал. — 1941. — № 10—11. — С. 55—61.
- Мишулин А. В. Древние славяне и судьбы Восточно-Римской империи // Вестник древней истории. — 1939. — № 1. — С. 290—307.
- Мишулин А. В. Древние славяне. Документы о вторжении древних славян в Восточно-римскую империю в VI—VII вв. нашей эры // Исторический журнал. — 1942. — № 1—2. — С. 152—154.
- Мишулин А. В. За передовую науку по древней истории // Вестник древней истории. — 1938. — № 2. — С. 5—17.
- Мишулин А. В. Иберийский род и его эволюция в древней Испании // Вестник древней истории. — 1948. — № 1. — С. 64—86.
- Мишулин А. В. Идеи права в междуэллинских отношениях // Вестник древней истории. — 1946. — № 2. — С. 51—65.
- Мишулин А. В. Испания в мифологии и исторических памятниках античности // Вестник древней истории. — 1939. — № 2. — С. 177—207.
- Мишулин А. В. Источники о скифах и изучение культуры дославянского населения в истории СССР (к переизданию «Scythica et Caucasica» В. В. Латышева) // Вестник древней истории. — 1947. — № 1. — С. 255—262.
- Мишулин А. В. Источники трактата Витрувия «Об архитектуре» // Вестник древней истории. — 1946. — № 4. — С. 76—91.
- Мишулин А. В. К изучению восстаний рабов в древней Греции // Вестник древней истории. — 1939. — № 2. — С. 21—30.
- Мишулин А. В. К изучению роли войны и военного производства в древности // Вестник древней истории. — 1940. — № 1. — С. 219—230.
- Мишулин А. В. К интерпретации надписи Эмилия Павла от 189 г. до н. э. // Известия Академии наук СССР. Серия истории и философии. — 1946. — № 4. — С. 341—349.
- Мишулин А. В. К истории восстания Спартака в Древнем Риме // Вестник древней истории. — 1937. — № 1. — С. 133—142.
- Мишулин А. В. Марксистско-ленинская теория исторического процесса // Вестник древней истории. — 1938. — № 4. — С. 3—12.
- Мишулин А. В. Материалы к истории древних славян // Вестник древней истории. — 1941. — № 1. — С. 225—230.
- Мишулин А. В. Миф об Антее // Исторический журнал. — 1937. — № 6. — С. 89—95.
- Мишулин А. В. Миф об Антее у древних авторов (очерк из античной мифологии) // Вестник древней истории. — 1938. — № 1. — С. 93—100.
- Мишулин А. В. Неоценимый вклад в марксистскую историческую науку // Вестник древней истории. — 1938. — № 3. — С. 17—24.
- Мишулин А. В. О бдительности на фронте древней истории // Исторический журнал. — 1937. — № 3—4. — С. 236—240.
- Мишулин А. В. О военном искусстве скифов // Исторический журнал. — 1943. — № 8—9. — С. 64—69.
- Мишулин А. В. О возникновении римского провинциального управления в Испании // Вестник древней истории. — 1949. — № 1. — С. 40—56.
- Мишулин А. В. О воспроизводстве в античной общественной формации // Известия Государственной академии истории материальной культуры. — Л., 1932. — Т. 13. Вып. 8.
- Мишулин А. В. О наследстве русской науки по древней истории // Вестник древней истории. — 1938. — № 3. — С. 25—35.
- Мишулин А. В. Объявление войны и заключение мира у древних римлян // Исторический журнал. — 1944. — № 10—11. — С. 103—113.
- Мишулин А. В. Очерк о Китае в античную эпоху // Борьба классов. — 1936. — № 2. — С. 95—105.
- Мишулин А. В. Последний поход Спартака и его гибель // Проблемы истории докапиталистических обществ. — 1935. — № 7—8. — С. 116—133.
- Мишулин А. В. Проблемы истории докапиталистических обществ // Проблемы истории докапиталистических обществ. — 1935. — № 1—2. — С. 47—68.
- Мишулин А. В. С. А. Жебелев в русской науке по древней истории // Исторический журнал. — 1944. — № 1. — С. 73—77.
- Мишулин А. В. Советская историография и задачи древней истории // Вестник древней истории. — 1938. — № 1. — С. 3—12.
- Мишулин А. В. Странички из истории Ассиро-Вавилонии // Борьба классов. — 1934. — № 12. — С. 93—100.
- Мишулин А. В. Утопический план аграрной Магнезии (по «Законам» Платона) // Вестник древней истории. — 1938. — № 3. — С. 92—116.